# 鮑里西夫卡 (別爾江斯克區)
46°47′7″N 36°24′33″E / 46.78528°N 36.40917°E

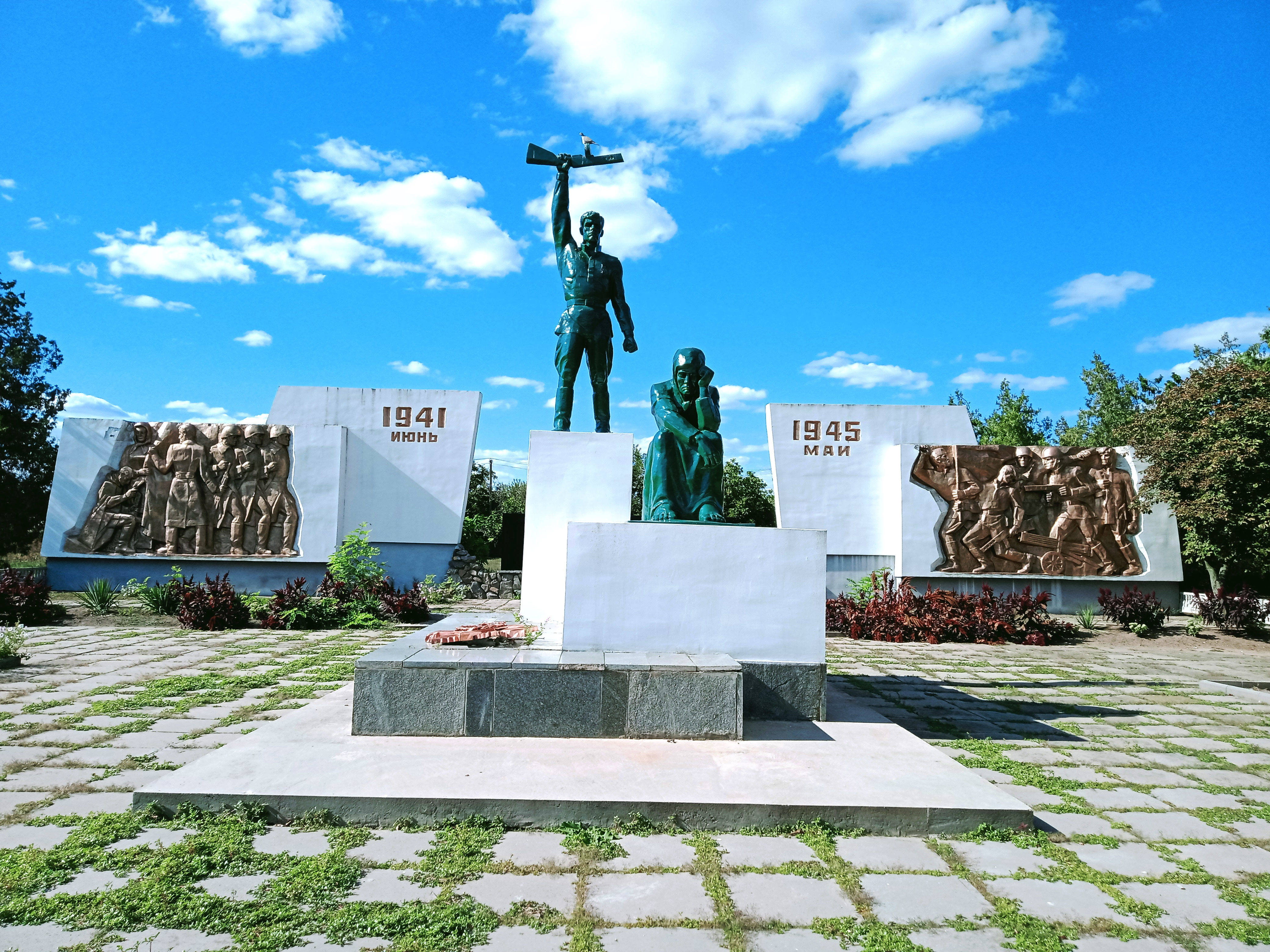
烈士纪念碑

鲍里西夫卡（烏克蘭語：Борисівка）是位於烏克蘭東南部的村莊，由扎波羅熱州別爾江斯克區的普里莫爾斯克市鎮負責管轄。該村始建於1861年，面積3.57平方公里，海拔高度19米，2001年人口1,153，人口密度每平方公里322.9人。